# Paul Laverty

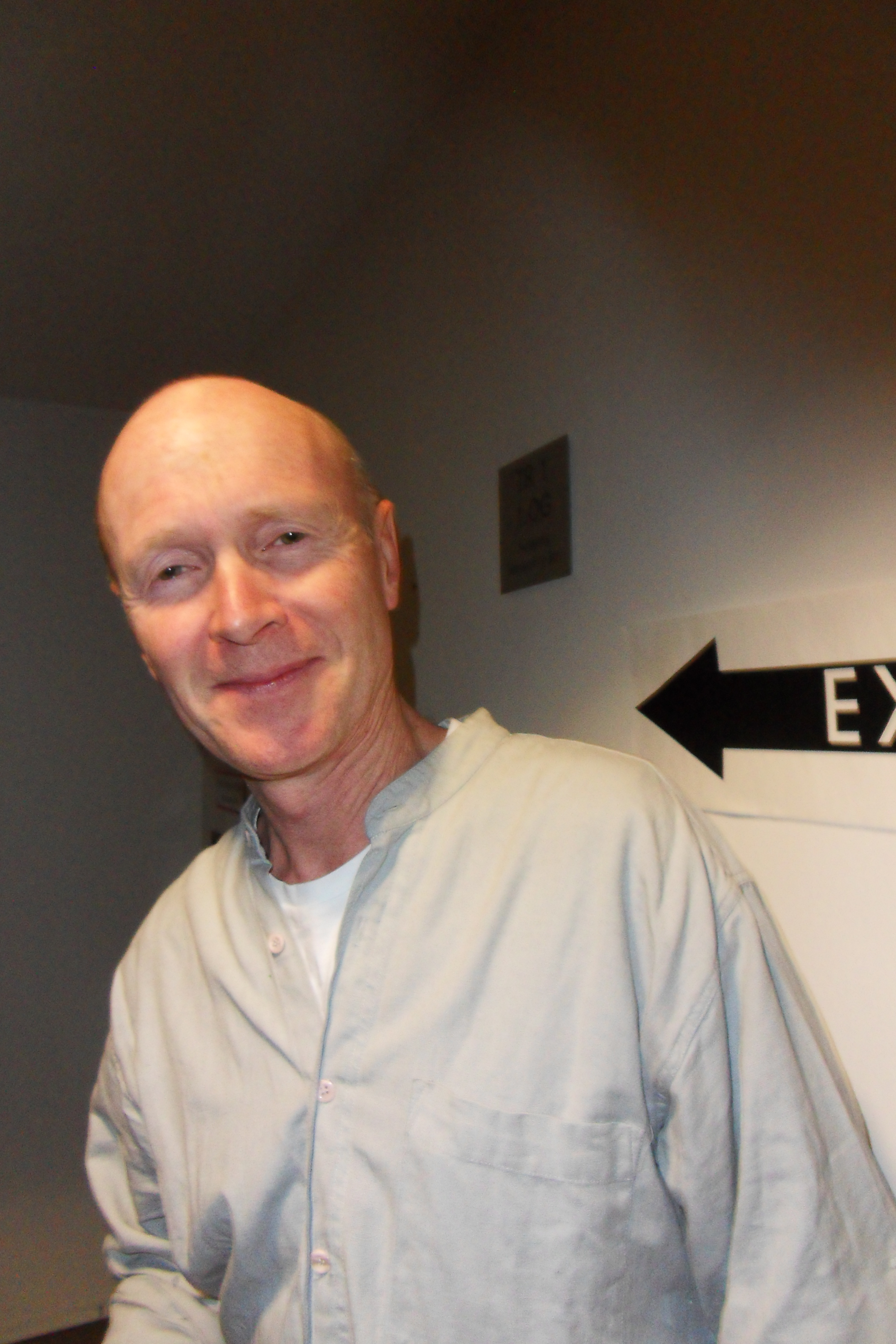
Paul Laverty auf der 61. Berlinale am 15. Februar 2011.

Paul Laverty (* 1957 in Kalkutta, Indien) ist ein Drehbuchautor. Sein Vater ist schottischer Herkunft, seine Mutter eine Irin.

## Leben und Wirken
Vor seiner Karriere als Drehbuchautor studierte er Philosophie an der Pontifical Gregorian University in Rom. Daran anschließend studierte er an der Strathclyde Law School im schottischen Glasgow und machte dort einen Abschluss als Jurist. Beruflich war er als Anwalt tätig. In den 1990er Jahren lernte er den Regisseur Ken Loach kennen und 1996 entstand Lavertys erstes Drehbuch für den Film Carla’s Song. Von nun an verfasste Paul Laverty beinahe ausnahmslos die Drehbücher für die Filme von Ken Loach.
1998 wurde Laverty bei den British Independent Film Awards für das Beste Drehbuch ausgezeichnet. Schon bei seinem Debüt konnte er eine Nominierung für den BAFTA Award erhalten. Im Jahr 2004 erhielt er eine Nominierung für den Europäischen Filmpreis für sein Drehbuch zu Fond Kiss..., Ae. Im Jahr 2002 wurde er bei den Filmfestspielen von Cannes für das Beste Drehbuch ausgezeichnet. Weitere Nominierungen für verschiedene Filmpreise folgten.
Laverty ist mit Icíar Bollaín, die ihn im Jahr 1995 beim Dreh von Land and Freedom kennenlernte, verheiratet. Aus der Ehe gingen drei Kinder hervor. Sie wohnen in Edinburgh.

## Filmografie (Auswahl)
- 1996: Carla’s Song
- 1998: Mein Name ist Joe (My Name is Joe)
- 2000: Bread and Roses
- 2002: Sweet Sixteen
- 2004: Just a Kiss (Ae Fond Kiss)
- 2006: The Wind That Shakes the Barley
- 2007: It’s a Free World (It’s a Free World...)
- 2009: Looking for Eric
- 2010: Route Irish
- 2010: Und dann der Regen (También la lluvia)
- 2012: Angels’ Share – Ein Schluck für die Engel (The Angels' Share)
- 2014: Jimmy’s Hall
- 2016: Ich, Daniel Blake (I, Daniel Blake)
- 2016: El Olivo – Der Olivenbaum (El olivo)
- 2019: Sorry We Missed You
- 2023: The Old Oak